# Matisia grandifolia
The Molinillo (Matisia grandifolia) là một loài thực vật có hoa thuộc họ Malvaceae sensu lato or Bombacaceae.
Nó chỉ được tìm thấy ở Ecuador.
Các môi trường sống tự nhiên của chúng là các khu rừng ẩm ướt đất thấp nhiệt đới hoặc cận nhiệt đới and các khu rừng vùng núi ẩm nhiệt đới hoặc cận nhiệt đới.
Nó bị đe dọa do mất môi trường sống.